# Route des Sources
De Route des Sources is een bewegwijzerde toeristische autoroute in Wallonië. De 131 kilometer lange route door het Natuurpark van de Bronnen is bewegwijzerd met zeshoekige borden. De route loopt door Chaudfontaine, Pepinster, Spa, Jalhay, Verviers.